# Станіслав (село)
Станісла́в — село в Україні, центр Станіславської сільської громади Херсонського району Херсонської області. Населення становить 4941 осіб.

## Географія
Розташований на правому березі Дніпровського лиману, на автодорозі Т 1501 (Херсон—Олександрівка).

## Герб
У лазуровому щиті дві срібні шаблі, покладені в косий хрест, які супроводжуються зверху золотим розширеним хрестом, а знизу - срібним човном з такими ж вітрилом і вимпелом.

## Історія
Перша згадка про Станіслав в «Описі ріки Дніпро від Переволочної до Чорного моря» від 20 січня 1697 року.
У 1754 році в селі Станіслав згадуються зимівники запорожців, де козаки займалися рибним промислом, добували сіль у Прогноях, вирощували пшеницю, гречку. Село Станіслав належало до Інгульської паланки.
Місцевість, де розташований Станіслав, була заселена відвіку. Про це свідчать виявлені на території і поблизу села поселення епохи бронзи (II тисячоліття до н. е.), городище, поселення і 2 могильники скіфського часу (VII—III ст. до н. е.). Існує припущення, що згадуваний Геродотом храм Деметри (V ст. до н. е.), знаходився на місці нинішнього Станіслава.
Виявлені також поселення перших століть н. е., пов'язані з грецькою колонією Ольвія, розташованою на іншому боці Бузького лиману. У селі стояв храм Деметри. Знайдені дві візантійські монети X ст. н. е.
Під час перебування цієї території під владою Великого князівства Литовського у XV ст. на мисі, який врізається в Дніпровський лиман, виникло поселення, яке згодом було зруйновано. Великий князь Вітовт під час походу на татар влітку 1398 року відбив собі околиці нижнього Дніпра й для оборони їх поставив кам'яний замок, назвавши його городом святого Івана. Київська земля у XV сторіччі — централізований організм, де військова, фіскальна, адміністративна і судова влада була зосереджена в руках нащадків Володимира Ольгердовича — Івана Володимировича (?- 1435), Олелька Володимировича (1441—1454), та його сина Семена Олельковича (1454—1470).
Протягом короткого часу за великого князя Вітовта (1392–1430), який не без успіху намагався встановити контроль над Причорномор'ям, буферна смуга вважалася частиною русько-литовської державної території. Останні сліди руських залог, висунутих далеко на південь, фіксуються у 1450—1460-х рр.
Згадкою про так званих «Князя Семенових людей», тобто бояр Семена Олельковича Київського, які несли вартову службу на косі при злитті Дніпровського і Бузького лиманів, стала місцевість на північ від села, саме ця коса отримала назву Семенового Рогу (село Лупареве).
Ймовірно у Станіславі розташовувався один із таборів Богдана Хмельницького наприкінці 1647 - на початку 1648 року.
Після утворення Нової Січі і створення Прогнойської паланки тут була переправа, що пов'язувала паланку з правобережжям лиману. У 1768 р. нею скористалися запорожці, що йшли з Прогноїв для участі в Коліївщині.
У 1754 році згадуються зимівники запорожців : Якима Кравця (1755-отаман Платнирівського куреня), Михайла Бойка — Платнирівського куреня.
1774 року відібраний в Османської імперії і включений до складу Російської імперії.
1787 року тут мешкало 1 290 чоловіків і 45 жінок та при селі було 25 100 десятин зручної і 3 900 десятин незручної землі.
1788 року казенне село Станіслав входить до складу території Чорноморського козацького війська.
У 1790 р. в селі Станіслав мешкали військові поселяни, колишні запорожці, які належали до чорноморців — 18 хазяїв при них рахувалось 302 працівники. З 18 хазяїв два — сімейні. При родинах рахувалось два працівники.
Павло Кравець мав одного працівника, Яків Тимошенко — сім, Наривай і Вергун — по вісім працівників. Інші хазяї мали в середньому від 11 до 40 працівників. До них додатково були приписані 170 бурлак. Ці поселяни зі Станіслава знаходилися при лиманських заводах в Таврійській області та соляних озерах.
Інші мешканці містечка Станіслава 49 хазяїв з 679 працівниками. З 49 хазяїв сімейних сім. При родинах рахувалось п'ять працівників. Це були типові господарі — рибопромисловці, стосунки яких до робочої сили ґрунтовані на договорах.
1799 року, тут вже мешкало 201 чоловік і 181 жінка.
В першій половині XIX століття село почало швидко рости за рахунок переселенців із центральних районів України.
У 1811 році в селі було 146 господарств в яких мешкало 584 чоловіка і 561 жінка.
Переселення відбувалось із села Княжа, Звенигородського пов. Київської губ., містечка Багачка, Миргородського пов., Полтавської губ., сіл Богушкова Слобідка, Чехівка, Мельники, Москаленки, Деньги, Кропивна, Чорнобай, Білоусівка, Золотоніського пов., Полтавської губ.
Вже 1816 року тут нараховувалось 1557 осіб.
1841 року село Станіслав, яке складалося із 336 дворів, було віднесено до розряду містечок Херсонського повіту.
Станом на 1886 рік у містечку мешкала 3131 особа, налічувалось 510 дворів, існувала церква православна, школа, 11 лавок, земська станція, 3 винних погреба, відбувались ярмарок 14 вересня, торжок, базар по неділям та святковим дням. За 4 версти — рибний завод. За 7 верст — рибний завод. За 9 верст — 2 рибних заводи. За 11 верст — рибний завод.
1928 року, село Станіслав, налічувало 1145 господарств. Кількість населення становило 5020 осіб: 2378 — чоловіків, 2642 — жінки.
Під час організованого радянською владою Голодомору 1932—1933 років померло щонайменше 62 жителі села.
12 червня 2020 року, відповідно до Розпорядження Кабінету Міністрів України № 726-р «Про визначення адміністративних центрів та затвердження територій територіальних громад Херсонської області», увійшло до складу Білозерської селищної громади.
19 липня 2020 року, в результаті адміністративно-територіальної реформи та ліквідації Білозерського району, село увійшло до складу Херсонського району.
Станіслав був окупований рашистами на початку березня 2022 року.
10 листопада 2022 року Станіслав звільнений в результаті контрнаступу ЗСУ на херсонському напрямку.

## Населення
Згідно з переписом УРСР 1989 року чисельність наявного населення села становила 5068 осіб, з яких 2397 чоловіків та 2671 жінка.
За переписом населення України 2001 року в селі мешкала 4941 особа.

### Мова
Розподіл населення за рідною мовою за даними перепису 2001 року:
| Мова            | Кількість | Відсоток |
| --------------- | --------- | -------- |
| українська      | 4360      | 88.24%   |
| російська       | 483       | 9.78%    |
| білоруська      | 36        | 0.73%    |
| вірменська      | 22        | 0.45%    |
| румунська       | 19        | 0.38%    |
| угорська        | 8         | 0.16%    |
| циганська       | 2         | 0.04%    |
| гагаузька       | 2         | 0.04%    |
| болгарська      | 1         | 0.02%    |
| інші/не вказали | 8         | 0.16%    |
| Усього          | 4941      | 100%     |

## Пам'ятки
- Сліди валу II—III століття.
- Козацькі кам'яні хрести XVIII століття на місцевому кладовищі.
- Будинок колишнього банку 1908 року, наслідує стиль епохи Відродження.
- Будинок колишньої церковноприходської школи з другої половини XIX століття.

## Економіка
В селі по вул. Білозерське шосе, 13-а розташовані потужності ТОВ «Лиман-агро», на яких у скляні банки розливається натуральний томатний сік вищого ґатунку.

## Церковне життя
За часів нової січі у селі була каплиця Святителя Миколая, яка знаходилась на березі лиману (на низу).
1780 року розпочалось будівництво Миколаївської церкви, вона знаходилась на місці сучасного будинку культури (на горі).
У 1785—1786 роках при каплиці правив службу священик Дмитро Руденко. У 1811 році церква згоріла, а на її місці в 1818 році була збудована нова. В 1817—1856 роках церковнослужителем у ній був син Дмитра Руденка Петро Дмитрович Руденко.

## Храми
- Покровський храм УПЦ МП
- Церква Святого Димитрія ПЦУ, настоятель храму Архимандрит Никон (Мар'ян) Гуртовський

## Відомі люди
- Авраменко Віталій Григорович (1912-1974) — заслужений артист УРСР, театральний режисер, актор
- Атаманенко Григір Степанович (1904-?) — генерал-майор артилерії
- Гаркуша Іван Никифорович (1922-2004) — генерал-лейтенант бронетанкових військ
- Гаркуша-Божко Юлій Савич — доктор медичних наук
- Голобородько Костянтин Йосипович (1899-1973) — заслужений учитель УРСР, журналіст, письменник
- Голобородько Юрій Костянтинович (1927-2009) — заслужений журналіст України, педагог, письменник
- Голобородько Владислав Костянтинович (1938—1985) — журналіст, тележурналіст, редактор
- Друзяка В'ячеслав Михайлович — поет-пісняр, перекладач, музикант, композитор, педагог, член Національної спілки письменників України
- Кавуньов Андрій Григорович (1917—1985) — голова рибколгоспу «Шлях Леніна»
- Кучма Олександр Янович — кандидат технічних наук
- Колісніченко Зінаїда Василівна — кандидат фізико-математичних наук
- Макушенко Микола Олександрович (1922-1994)  — голова колгоспу імені 40-річчя Жовтня, 1955 — травень 1961 року
- Михеїв Кость Єгорович (1927—1994) — заслужений працівник культури України, журналіст, редактор, поет, прозаїк
- Музиченко Олександр Федорович (1875—1937) — професор педагогіки, відомий діяч народної освіти, український педагог, лектор, викладач, методист
- Прокудін Юрій Миколайович (1911—1992) — доктор біологічних наук, професор, ботанік-агростолог
- Самійленко Стефан Пилипович (1906-1977) — доктор філологічних наук, професор, мовознавець
- Смола Марія Григорівна (1921-1996) — кандидат юридичних наук, доцент
- Смутченко Леонід Тимофійович (1935—2000) — директор радгоспу «Лиманський», агрофірми «Лиман», лауреат Державної премії УРСР
- Сонько Сергій Миколайович (1993—2017) — молодший сержант Військово-Морських Сил Збройних Сил України, учасник російсько-української війни.
- Шепель Георгій Андрійович (1901-?) — полковник
- Шумський Юрій Васильович (1887-1954) — народний артист УРСР та СРСР, визначний актор театру і кіно, театральний режисер, педагог

## Декомунізація
31 березня 2014 року демонтовано пам'ятник Леніну. У січні-лютому 2016 року перейменовано вул. Жовтневої революції на вул. Соборну, вул. Леніна — на вул. Свободи, вул. Комсомольську — на вул. Українську, вул. 25 з'їзду КПРС — на вул. Мирну, вул. Колгоспну — на вул. Покровську, вул. Радгоспну — на вул. Південну, вул. Піонерську — на вул. Таврійську, вул. К. Маркса — на вул. Херсонську, площу Леніна — на площу Свободи.

## Російська окупація
24 березня 2022 року Станіслав окупований військами РФ. 
10 листопада 2022 року село звільнене ЗСУ.
Після звільнення Збройними силами України село перебуває під постійним вогнем російської армії.

## Село на картах

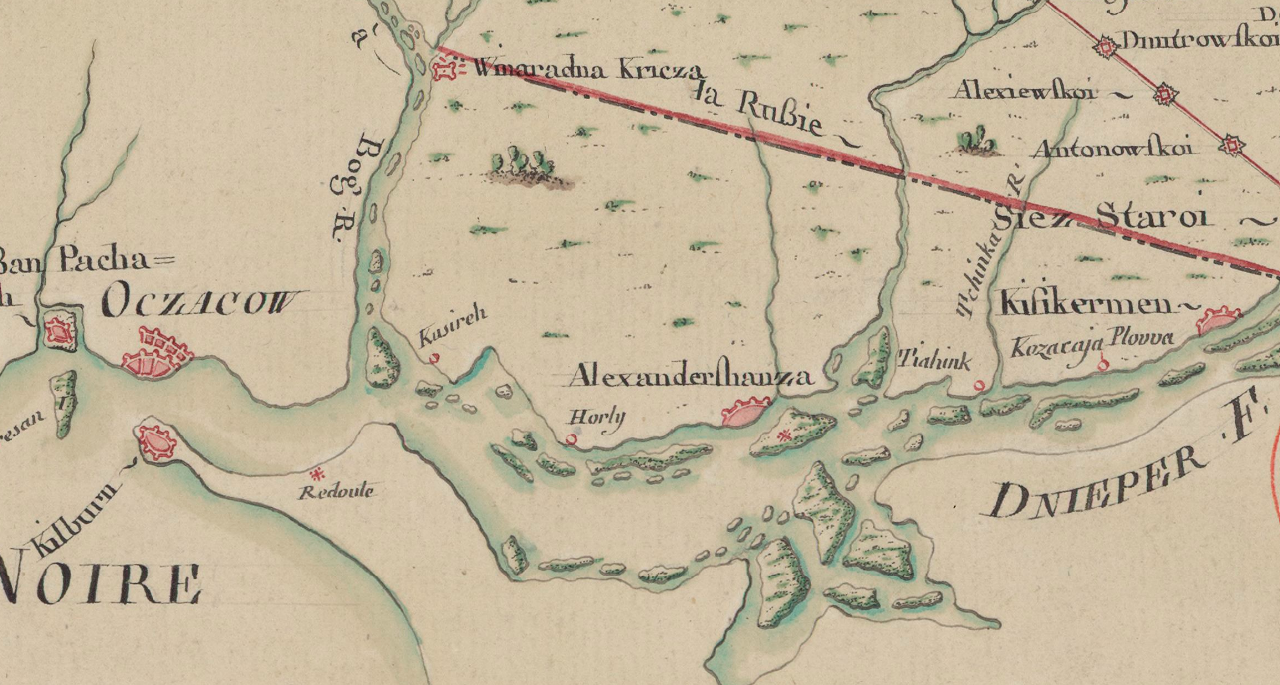
1770 рік
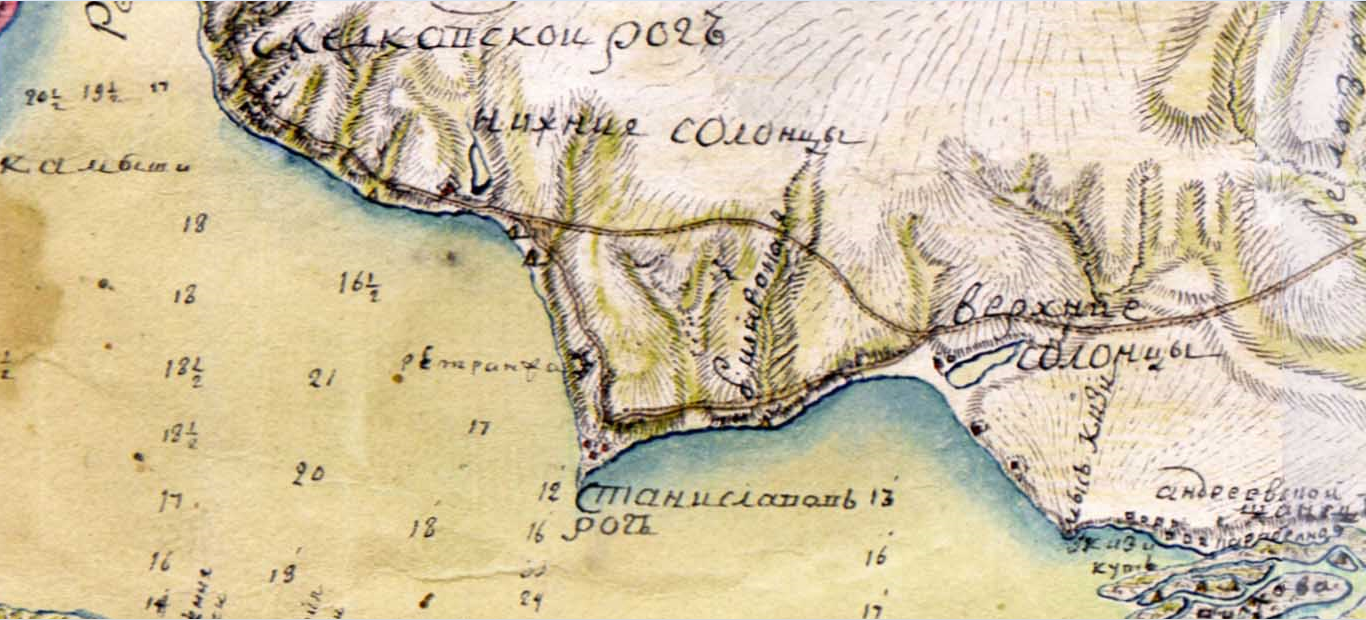
1775 рік
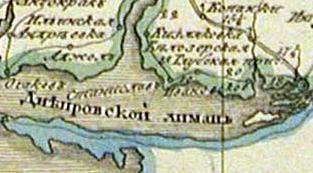
1835 рік
1985 рік